# Les Mills (entreprise)
Les Mills est une entreprise de fitness fondée par Les Mills et basée en Nouvelle-Zélande. Elle est spécialisée dans la création de cours collectifs et s'est récemment diversifiée en proposant aussi des produits spécialisés (poudre protéinée) ou en créant une ligne de vêtements en partenariat avec Reebok jusqu'en 2022 puis Adidas.

## Histoire
Après sa carrière sportive, Les Mills se reconvertit en gérant de salle de gym et homme d'affaires. 
Mills a ouvert un gymnase en l'année 1968. Il crée ensuite avec son fils Phillip Mills (en) des cours collectifs de remise en forme pratiqués par environ six millions de personnes toutes les semaines de par le monde sous les marques : Body Attack, Body Balance (Body Flow), Body Pump, Body Combat, Body Jam, Body Step, RPM, Body vive, Sh´bam,Cxworx et Grit Séries.